# Abdullah Ahmad Badawi

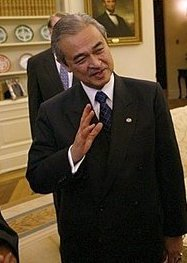
Abdullah Ahmad Badawi bei einem Besuch im Weißen Haus, Juli 2004

Dato' Seri Abdullah bin Haji Ahmad Badawi (* 26. November 1939 in Bayan Lepas, Penang; † 14. April 2025 in Kuala Lumpur) war ein malaysischer Politiker (UMNO). Er war von 1991 bis 1999 Außenminister, anschließend Innenminister und von 2003 bis 2009 Premierminister von Malaysia. Zudem war er von 2004 bis 2009 Parteivorsitzender der United Malays National Organisation. Sein Spitzname war Pak Lah (so viel wie „Onkel Abdullah“).

## Leben
Abdullah war der Spross einer mächtigen Familie muslimischer Malaien in der britischen Kronkolonie Penang, die mit der Unabhängigkeit 1957 zu einem Bundesstaat Malaysias wurde. Er machte 1964 seinen Abschluss (B.A.) in Islamic studies an der Universität Malaya und trat anschließend in den öffentlichen Dienst. Ab 1969 arbeitete er für den National Operations Council (NOC; malaiisch Majlis Gerakan Negara, MAGERAN), der während des Notstands nach den blutigen Ausschreitungen zwischen den Volksgruppen im Mai 1969 Recht und Ordnung wiederherstellen sollte. Von 1971 bis 1973 war er Generaldirektor und 1974 stellvertretender Generalsekretär im Ministerium für Kultur, Jugend und Sport. 
Dann verließ er den Staatsdienst und ging in die Politik. Als Mitglied der regierenden Partei UMNO (seit 1965) wurde er 1974 erstmals ins malaysische Parlament gewählt. Unter Mahathir bin Mohamad erhielt er 1981 den Posten eines Ministers im Büro des Premierministers. Er wirkte anschließend als Bildungsminister (1984–1986) und als Verteidigungsminister (1986–1987). Abdullah gehörte seit 1981 dem Vorstand (Supreme Council) der UMNO und war ab 1984 einer der stellvertretenden Parteivorsitzenden (Vice President). Weil er dem abtrünnigen Flügel der UMNO (“Team B”) um den Handels- und Industrieminister Tengku Razaleigh Hamzah nahestand, entließ Mahathir auch Abdullah 1987 aus der Regierung.
Anders als Razaleigh, der eine eigene Partei gründete, blieb Abdullah Mitglied der UMNO. Er verteidigte bei den Wahlen im Oktober 1990 sein Abgeordnetenmandat und wurde auch als einer der drei Vice President der Partei bestätigt, war damit aber seinem Rivalen Anwar Ibrahim untergeordnet, der in das Amt des Deputy President (ersten stellvertretenden Vorsitzenden) gewählt wurde. Im März 1991 wurde Abdullah Außenminister von Malaysia, bevor er im Januar 1999 – nach dem Fall von Anwar Ibrahim – zum Innenminister und stellvertretenden Premierminister ernannt wurde. Auf dem Parteitag der UMNO im Mai 2000 wurde Abdullah zum Deputy President, d. h. ersten Stellvertreter des Parteichefs Mahathir gewählt.
Am 31. Oktober 2003 übergab Mahathir bin Mohamad nach 22 Jahren an der Spitze der Regierung den Posten an seinen Stellvertreter Abdullah. Dieser übernahm auch die kommissarische Führung der UMNO, bevor er auf dem Parteitag im September 2004 ohne Gegenkandidaten auch offiziell zum Parteivorsitzenden gewählt wurde.
Abdullah stand ab April 2006 unter Druck, weil er schmerzhafte Reformen in Malaysia durchführte; diese wirtschaftsliberale Politik stieß bei der vorwiegend muslimischen Bevölkerung des südostasiatischen Landes auf wenig Gegenliebe. Beispielsweise reduzierte er die Subventionierung von Benzin um 40 %, was einen Preissprung von rund 17 Prozent an den Zapfsäulen auslöste. Seit Juni 2006 wurde der Regierungschef auch von seinem Vorgänger Mahathir bin Mohamad scharf kritisiert. Dieser warf ihm insbesondere vor, durch seine Sparpolitik die Binnennachfrage abzuwürgen. Eigene Parteigenossen waren unzufrieden mit den schlechten Wahlergebnissen 2007, bei denen die UMNO erstmals seit der Unabhängigkeit ihre Zweidrittelmehrheit verloren hat.
Am 3. April 2009 übergab Abdullah sein Amt an seinen Stellvertreter Najib Razak. 2009 wurde er zum Vorsitzenden des Institute of Islamic Understanding Malaysia (malaiisch: Institut Kefahaman Islam Malaysia; Abkürzung IKIM) ernannt.
2011 erhielt er den König-Faisal-Preis für Verdienste um den Islam.